# Christophe Merlin
Pour les articles homonymes, voir Merlin (homonymie).
Christophe Merlin, parfois surnommé Merlin, né le 5 avril 1966 à Neuilly-sur-Seine, est un illustrateur français, auteur de bande dessinée, de livres pour enfants et de carnets de voyage.

## Biographie
Petit, il rêvait d'être pilote de course. Après un diplôme de dessinateur-maquettiste, il choisit de devenir illustrateur dans l'édition, la presse et la publicité. Durant ses études, il fait la rencontre d'un autre futur illustrateur, Jean-François Martin.
Il a illustré de nombreux livres pour la jeunesse et est l'auteur de plusieurs ouvrages.
Il collabore avec des publications telles que la revue XXI, Alpes magazine, Montagnes du monde, Terra Eco.
Il vit à Montreuil, en région parisienne, dans un ancien garage.

## Publications

### Littérature jeunesse
- Ameur des arcades, Syros jeunesse, 1994, texte de Mouloud Mammeri
- Tu as perdu, Moustachat !, Nathan, 1995
- Moi, Ferdinand, quand j'étais Jaguar Féroce, Nathan, 1996, texte de René Gouichoux
- L'Histoire de Monsieur Ours qui pue des pieds[6], Albin Michel, 1998
- Cette histoire de cochons n'est pas un conte de fées, Albin Michel, 1998
- La Maternelle, Albin Michel jeunesse, 1999
- Le Mouton, Albin Michel jeunesse, 1999
- La Sorcière, Albin Michel jeunesse, 1999
- Le Zoo, Albin Michel jeunesse, 1999
- La Souris, Nathan, 1999, texte de Michel Piquemal, Valérie Stetten
- L’Ogre, la Sorcière ou le Pirate, texte de Christine Beigel, Albin Michel jeunesse, 2000
- Charivari à Cot-Cot-City, Albin Michel jeunesse, 2001, texte de Marie Nimier
- La Fille de l'air, Albin Michel, 2001
- L'Énigme du crottin qui pue, Éd. Milan, 2003, texte de Gérard Moncomble
- Histoire du chat qui boude, texte de Mohammed Dib, Albin Michel jeunesse, 2003
- Le Manège de Petit Pierre, Albin Michel jeunesse, 2005, texte de Michel Piquemal
- Une enquête qui fait vroum, Milan poche, 2006, texte de Gérard Moncomble
- Le Fantôme de Canterville, Hachette jeunesse, 2007, d’après la nouvelle d'Oscar Wilde
- Le Méli-mélo de Merlin, Albin Michel jeunesse, 2007
- Hadidouène et l'Âne de l'ogresse, Seuil jeunesse, 2007, texte de Nora Aceval
- Y comme, Z comme, Éd. l’Édune, 2008, avec Jean-François Martin
- Un amour d'escargot, Milan jeunesse, 2009
- À fond la caisse avec Steve Mac Kouïn, Seuil jeunesse, 2009, texte de Taï-Marc Le Thanh
- Macadam toutou, P’tit Glénat, 2010
- L'Anniversaire de Clara, Sarbacane, 2011
- J'aime Noël, Albin Michel jeunesse, 2011, texte de Minne
- Le Garage, Albin Michel jeunesse, 2011
- Le Grand Dédé et sa petite auto, Sarbacane, 2011, texte de Vincent Loiseau
- Les Pakomnous, Éd. l'Édune, 2011, texte d’Ann Jonas
- La Belle au bois dormant, Albin Michel jeunesse, 2012, texte de Sylvaine Hinglais
- La Cage du perroquet, T. Magnier, 2013, Sylvain Alzial, d’après Ǧalāl al-Dīn Rūmī
- Qui des trois est le plus gentil ? La fée, la princesse ou le doudou ?, Éd. le Baron perché, 2013, texte de Christine Beigel
- Qui des trois est le plus méchant ? L’ogre, la sorcière ou le pirate ?, Éd. le Baron perché, 2013, texte de Christine Beigel
- L'Âme des samouraïs, Actes Sud junior, 2015, texte de Géraldine Maincent
- Le Livre du feu, texte de Cécile Benoist, Actes Sud junior, 2021

### Bandes dessinées
- Pied-au-plancher, Futuropolis, 1989
- La Goule, texte d'Agathe de la Boulaye, Casterman, 2005[7]
- Nürburgring 57, Glénat, 2012
- Renault sans limites, Glénat, 2013
- Lonely Betty, d'après le roman de Joseph Incardona, Sarbacane, 2014
- La Ballade de Sean Hopper, d’après le roman de Martine Pouchain, Sarbacane, 2016
- Le Rêveur, avec Muriel Bloch, éditions Thierry Magnier, 2016

### Carnets de voyage
- Bénarès, carnet d'un voyage indien, Glénat, 2002, texte de Sandrine Balleydier
- Saint-Louis du Sénégal, Albin Michel, 2004, Grand prix du carnet de voyage 2004, 5e Biennale du carnet de voyage de Clermont-Ferrand
- Istanbul et les Stambouliotes, Glénat, 2002, texte d'Ariane Bonzon
- Madagascar, chronique du Capricorne, Albin Michel, 2007

### Affiches
- 6ème biennale du carnet de voyage de Clermont-Ferrand, 2005[8]
- 8ème salon du livre d'aventures Africa.lire, Vernon, 2010[9]
- Festival BD de Guyancourt, 2013[10]
- Folm rallye de Léguevin, éditions 2014, 2015
- 5es soirées du cinéma alpin, Chambéry, 2018

### Expositions
- 2008-2009, 20 novembre-17 janvier, Le Voyage autrement, un Saint-Gratien fantasmé, centre culturel, Saint-Gratien
- 2009, 29 octobre-2 décembre, Plein Gaz, exposition d'œuvres de Christophe Merlin, galerie Jeanne Robillard, Paris[11]
- 2013, 19 janvier-7 avril, No Limit !, scénographie et de dessins de Christophe Merlin, Atelier Renault, Paris[12]
- 2018, 26 février-16 mars, Le Grand Dédé et sa petite auto, exposition de dessins originaux de Christophe Merlin, dans le cadre du festival PolarLens, médiathèque Robert-Cousin, Lens[13]

## Prix et distinctions
- Sélection Prix Sorcières 2022[14] Catégorie Carrément sorcières non fiction, pour Le livre du feu, texte de Cécile Benoist